# H.N.P
H.N.P (Heic Noenum Pax) è il quarto album del gruppo musicale groove death metal progressive francese Trepalium, pubblicato nel 2012 dall'etichetta discografica Klonosphere, Season of Mist.

## Tracce
1. Heic Noenum Pax – 4:52
2. Prescription Of Crisis – 2:37
3. S(l)ave The World – 3:47
4. Order The Labyrinth – 4:50
5. Insane Architect – 4:21
6. Let The Clown Rise – 4:14
7. (A) I Was (S) – 4:31
8. The Worst F(r)iend – 3:29
9. Raining Past – 2:11
10. I'm Broken Feat. Luiss Roux (Hacride) (Pantera Cover) – 4:26

## Formazione
- Cédric Punda (Kéké) - voce
- Harun Demiraslan - chitarra
- Nicolas Amossé - chitarra
- Ludovic Chauveau - basso
- Sylvain Bouvier - batteria